# West Rushville
West Rushville és una població dels Estats Units a l'estat d'Ohio. Segons el cens del 2000 tenia 132 habitants.

## Demografia
Segons el cens del 2000, West Rushville tenia 132 habitants, 49 habitatges, i 38 famílies. La densitat de població era de 849,4 habitants/km².
Dels 49 habitatges en un 49% hi vivien nens de menys de 18 anys, en un 61,2% hi vivien parelles casades, en un 10,2% dones solteres, i en un 22,4% no eren unitats familiars. En el 20,4% dels habitatges hi vivien persones soles el 12,2% de les quals corresponia a persones de 65 anys o més que vivien soles. El nombre mitjà de persones vivint en cada habitatge era de 2,69 i el nombre mitjà de persones que vivien en cada família era de 3,05.
Per edats la població es repartia de la següent manera: un 31,1% tenia menys de 18 anys, un 9,1% entre 18 i 24, un 31,8% entre 25 i 44, un 19,7% de 45 a 60 i un 8,3% 65 anys o més.
L'edat mediana era de 33 anys. Per cada 100 dones de 18 o més anys hi havia 97,8 homes.
La renda mediana per habitatge era de 43.125 $ i la renda mediana per família de 56.500 $. Els homes tenien una renda mediana de 28.125 $ mentre que les dones 30.000 $. La renda per capita de la població era de 16.257 $. Aproximadament el 5% de les famílies i el 6,2% de la població estaven per davall del llindar de pobresa.

## Poblacions més properes
El següent diagrama mostra les poblacions més properes.